# Zemský okres Offenbach
Zemský okres Offenbach (německy Landkreis Offenbach) je zemský okres v německé spolkové zemi Hesensko, ve vládním obvodu Darmstadt. Sídlem správy zemského okresu je město Dietzenbach. Má přibližně 354 tisíc obyvatel. 

## Města a obce
| Města: 1. Dietzenbach 2. Dreieich 3. Heusenstamm 4. Langen (Hessen) 5. Mühlheim am Main 6. Neu-Isenburg 7. Obertshausen 8. Rödermark 9. Rodgau 10. Seligenstadt | Obce: 1. Egelsbach 2. Hainburg 3. Mainhausen |